# Victor Ponta

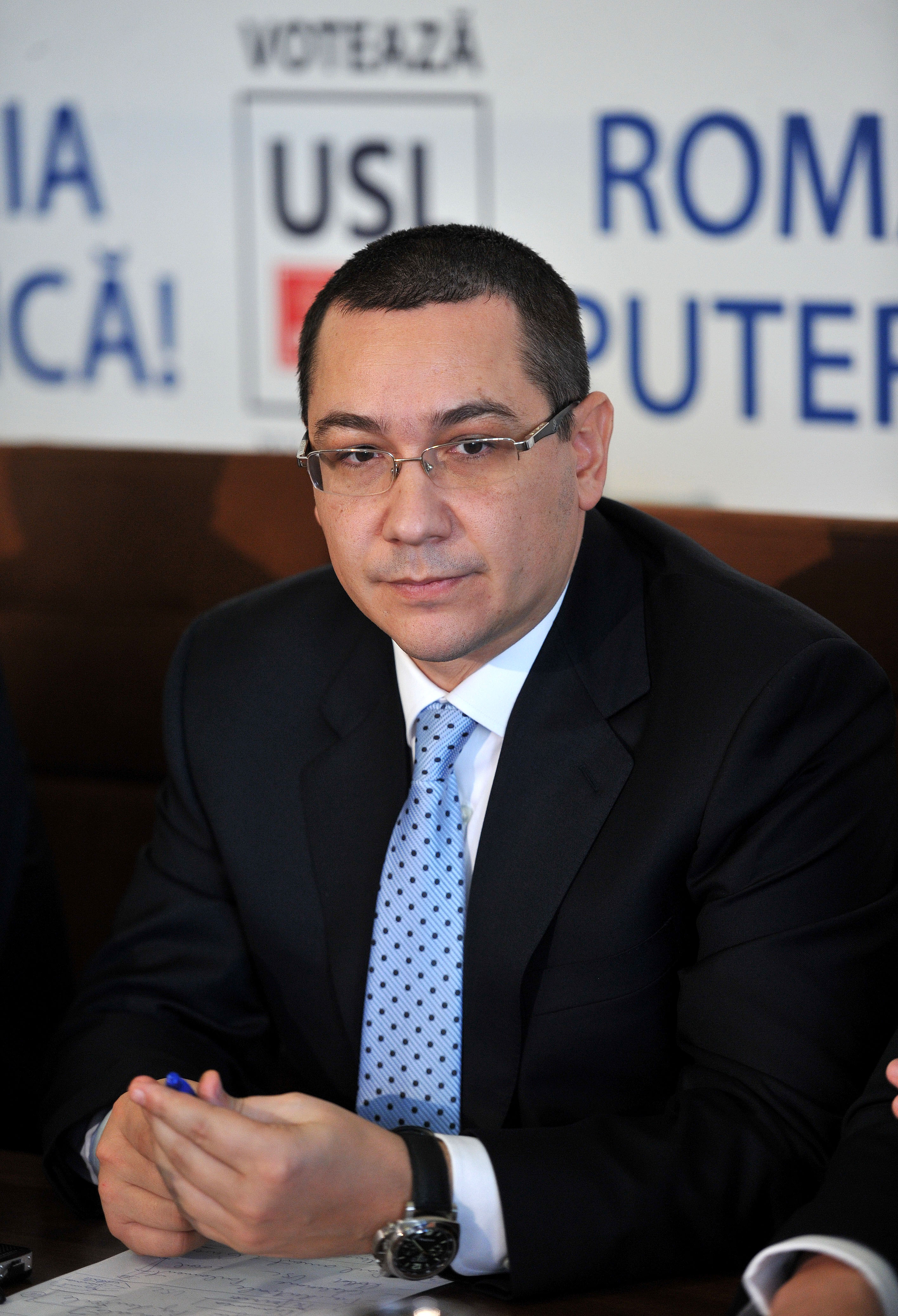
Victor Ponta

Victor-Viorel Ponta (* 20. September 1972 in Bukarest) ist ein rumänischer Politiker. Seit 2014 hat er auch die serbische Staatsangehörigkeit. Ponta war von 2010 bis 2015 Vorsitzender der Sozialdemokratischen Partei (PSD) und vom 7. Mai 2012 bis 4. November 2015 Ministerpräsident von Rumänien. Seit 2018 ist er Vorsitzender der Partei Pro România.

## Leben

### Studium und Berufliche Karriere
Ponta studierte von 1991 bis 1995 Rechtswissenschaften an der Universität Bukarest. In seinem Lebenslauf führte er bis Juni 2012 einen 2000 erlangten Master in Internationalem Strafrecht an der Universität Catania in Sizilien an, den er jedoch gemäß Angaben der Universität nie gemacht hatte. 2002 erlangte er einen Abschluss an der Bukarester Universität für Nationale Verteidigung „Carol I“. 2003 wurde er an der Universität Bukarest promoviert. Pontas Doktorvater war sein PSD-Parteifreund und politischer Ziehvater Adrian Năstase.
Ponta arbeitete von 1995 bis 1998 als Staatsanwalt und von 1996 bis 1998 zusätzlich als Dozent für Strafrecht an der Rumänisch-Amerikanischen Universität. 1998–2001 war er Ankläger am Obersten Gerichtshof Rumäniens speziell für Korruption und Geldwäsche. Von 2001 bis 2004 leitete Ponta in der Funktion eines Staatssekretärs das Kontrolldepartement der rumänischen Regierung des sozialdemokratischen Ministerpräsidenten Adrian Năstase.

### Politische Karriere bis 2012
2002 wurde er Mitglied der PSD. Von 2002 bis 2006 leitete er deren Jugendorganisation. 2004 wurde Ponta erstmals ins rumänische Abgeordnetenhaus gewählt. Im nach den Parlamentswahlen von 2008 gebildeten Kabinett Boc I war Ponta Minister für die Beziehungen zum Parlament. Ponta übte dieses Amt aus bis Oktober 2009, als die Regierung zerbrach und die PSD wieder in die Opposition wechselte.
Ponta wurde im Februar 2010 auf einem Parteitag in einer Kampfabstimmung mit 856 zu 781 Stimmen für den bis dahin amtierenden Vorsitzenden der PSD Mircea Geoană zum neuen Vorsitzenden der größten rumänischen Oppositionspartei gewählt. Im Frühjahr 2011 vereinbarte Ponta mit Crin Antonescu, dem Vorsitzenden der Partidul Național Liberal (PNL), ein Bündnis zwischen ihren beiden Parteien: die Sozial-Liberale Union. Nach dem Sturz der Regierung von Mihai Răzvan Ungureanu wurde Ponta am 27. April 2012 von Staatspräsident Băsescu mit der Regierungsbildung beauftragt.

### Premierminister
Am 7. Mai 2012 wählte das rumänische Parlament mit deutlicher Mehrheit den Sozialdemokraten zum Ministerpräsidenten. Das Kabinett Ponta I bestand aus Mitgliedern der PSD, der PNL sowie der PC und wurde außerdem von der PSD-Abspaltung UNPR sowie der Fraktion der nationalen Minderheiten unterstützt. Die bisherigen Regierungsparteien PD-L und UDMR befanden sich damit in der Opposition.
Die Auseinandersetzungen zwischen Präsident Traian Băsescu und Ponta führten zu einem Amtsenthebungsverfahren gegen den Präsidenten und zu einer Staatskrise in Rumänien. Ponta hat in Eildekreten das Vetorecht des Verfassungsgerichts für das Amtsenthebungsverfahren außer Kraft gesetzt sowie die einfache Mehrheit bei der Volksbefragung eingeführt. Das rumänische Parlament beschloss am 6. Juli 2012 mit der Stimmenmehrheit der Regierung, Traian Băsescu wegen angeblicher Kompetenzüberschreitungen zu suspendieren. Die Amtsenthebung sollte am 29. Juli 2012 in einer Volksabstimmung bestätigt werden, die aber an einer zu geringen Wahlbeteiligung scheiterte. Nach diesen Schritten, die von Kritikern Pontas als Versuch gewertet wurden, die unabhängige Justiz unter seine Kontrolle zu bekommen, schritt die Europäische Union ein und rief den Ministerpräsidenten mit der Drohung, EU-Rechte für Rumänien auszusetzen, zur Ordnung. Ponta sagte daraufhin Mitte Juli 2012 eine Reihe von Maßnahmen zu, mit denen das internationale Vertrauen in die Rechtsstaatlichkeit Rumäniens wieder hergestellt werden soll. Gleichzeitig bezeichnete Ponta die EU-Kritik an seiner Regierung als „faschistische Propaganda“.
Am 9. Dezember 2012 gewann Pontas Sozialliberale Union (USL) die Parlamentswahlen. Nach Auszählung von mehr als 80 Prozent der Stimmen entfielen auf Pontas Partei knapp 59 Prozent der Stimmen. Die zweite Regierung war bis zum 4. März 2014 im Amt. Darauf folgte am 5. März 2014 das Kabinett Ponta III. Am 17. Dezember 2014 löste die vierte Regierung das Kabinett Ponta III ab. Sie besteht aus Mitgliedern der PSD, der PC, der PLR, der PSD-Abspaltung UNPR sowie Parteilosen.

### Plagiatsaffäre
Im Juni 2012 wurde Ponta mit Plagiatsvorwürfen konfrontiert. Laut einem Bericht der Fachzeitschrift Nature seien in seiner Dissertation, die den Internationalen Strafgerichtshof zum Thema hat, ganze Textpassagen aus englischen Publikationen mit eingeflossen, die wortwörtlich ins Rumänische übersetzt worden seien. Mindestens 85 von 307 Seiten der Doktorarbeit sind als Plagiat im „Copy-Paste-Verfahren“ nachgewiesen worden. Ponta erklärte, sich jeder Überprüfung stellen zu wollen, und machte seinen politischen Rivalen Präsident Traian Băsescu als Drahtzieher für die Vorwürfe verantwortlich. Der Nationale Rat für die Überprüfung von akademischen Titeln, Diplomen und Zertifikaten (Cnatdcu) stellte die Täuschung zwar ursprünglich fest, wurde aber per Eildekret in seiner Zusammensetzung so vergrößert, dass 25 neue vom Unterrichtsministerium bestellte Mitglieder die vorhandenen 20 Mitglieder überstimmten.
Am 16. Dezember 2014 schrieb Ponta schließlich einen Brief an den Rektor der Universität Bukarest, in dem er erklärte, auf den Doktorgrad verzichten zu wollen. Als Grund gab er an, er wolle dem am selben Tag ernannten neuen Bildungsminister ein erfolgreiches Mandat ermöglichen. Zudem wolle er die Reputation der Universität Bukarest nicht beschädigen. Er kündigte auch an, nach dem Ende seiner politischen Laufbahn erneut nach allen gültigen Standards promovieren zu wollen. Die Universität beantwortete das Schreiben noch am selben Tag und nahm sein Gesuch zur Aberkennung des Doktorats an.
Am 14. Juli 2020 urteilte das Oberste Gericht Rumäniens, dass die Doktorarbeit ein Plagiat ist.

### Präsidentschaftskandidatur
Bei der Präsidentschaftswahl am 2. November 2014 erreichte Ponta 40,33 Prozent der Wählerstimmen, sein wichtigster Konkurrent Klaus Johannis kam auf 30,44 Prozent. Damit verfehlten beide Kandidaten die absolute Mehrheit. Sie stellten sich deshalb am 16. November 2014 einer Stichwahl.
Im Vorfeld der Stichwahl kam es in verschiedenen Städten Rumäniens zu Demonstrationen. Tausende demonstrierten unter dem Slogan „Ponta, vergiss nicht, Rumänien will dich nicht“ und „Nieder mit der Korruption“, weil es im ersten Wahlgang zu schweren Pannen gekommen war. Der deutsche Vizekanzler Sigmar Gabriel unterstützte offiziell die Kandidatur Pontas trotz der schwerwiegenden Korruptions- und Plagiatsvorwürfe. In der Stichwahl am 16. November 2014 gewann Klaus Johannis die Präsidentenwahl.
Ponta kandidierte erneut bei der Präsidentschaftswahl in Rumänien 2025, verfehlte jedoch mit 13 Prozent der Wählerstimmen im ersten Wahlgang den Einzug in die Stichwahl.

### Weitere Korruptionsvorwürfe
Am 5. Juni 2015 erhob die Nationale Antikorruptionsbehörde DNA Anklage gegen Ponta wegen Urkundenfälschung, Geldwäsche und Steuerhinterziehung. Des Weiteren warf sie Ponta vor, mit der wiederholten Berufung seines Rechtsanwaltskollegen, Geschäftsfreunds und politischen Vertrauten, des Ex-Senators Dan Șova (PSD), in seine Kabinette in einem Interessenkonflikt zu stehen. Wegen beider Vorwurfskomplexe beantragte die DNA die Aufhebung der Politischen Immunität Pontas bei der Abgeordnetenkammer.
Laut DNA soll Ponta 2008 der Anwaltskanzlei Șovas im Rahmen einer Kooperationsvereinbarung zwischen seiner und Șovas Anwaltskanzlei 17 Rechnungen in Höhe von insgesamt ca. 40.000 Euro für tatsächlich nicht erbrachte Dienstleistungen gestellt haben. Nachträglich seien sodann 16 zu den Rechnungen passende Dokumente nach dem copy & paste-Prinzip gefertigt und vorgelegt worden. Das Geld soll Ponta u. a. für den Ankauf von zwei „Luxuswohnungen“ in Bukarest verwendet haben. „Auf ausdrückliche Anforderung“ sei ihm von Șovas Anwaltskanzlei außerdem ein Geländewagen zur Verfügung gestellt worden. Die Kooperationsvereinbarung habe sich auf Beratungsverträge Șovas mit den staatlichen Energieerzeugungsunternehmen in Turceni und Rovinari bezogen. Diese seien ohne vorschriftsgemäße Ausschreibungsverfahren abgeschlossen worden und hätten bei den Staatsunternehmen einen Schaden in Höhe von ca. 16 Millionen Euro verursacht, wovon 800.000 Euro als Honorare und „Erfolgsboni“ an die Kanzlei Șovas geflossen seien.
Unmittelbar nach Bekanntwerden der Anklage forderte Staatspräsident Klaus Johannis Ponta öffentlich zum Rücktritt auf. Ponta lehnte dies mit dem Argument ab, allein das Parlament könne ihn seines Amtes entheben. Anschließend reiste er unangekündigt für drei Wochen in die Türkei, um sich dort einer Knieoperation zu unterziehen.
Am 9. Juni 2015 lehnte die rumänische Abgeordnetenkammer mit 231 Nein-Stimmen der regierungstragenden Fraktionen, gegen deren viele Mitglieder ebenfalls wegen Korruptionsdelikten ermittelt wird, zu 120 Ja-Stimmen die Aufhebung der Immunität Pontas ab. Staatspräsident Klaus Johannis bezeichnete dies als eine „Geringschätzung der Bürger“. Damit können bestimmte Ermittlungsmaßnahmen wie Hausdurchsuchungen oder eine Verhaftung gegen Ponta nicht durchgeführt werden, die Korruptionsermittlungen ansonsten aber weitergeführt werden. Als Reaktion auf die Ermittlungen der DNA gegen Ponta soll nach dem Willen der PSD-Fraktion und ihrer Koalitionspartner das Strafgesetzbuch an 22 Stellen geändert werden. So sollen u. a. der Straftatbestand des Interessenkonflikts abgeschafft, die Untersuchungshaft bei Korruptionsdelikten stark beschränkt sowie die Möglichkeit einer Anklage gegen Staatsanwälte wegen „Machtmissbrauchs“ und deren zivilrechtliche Haftung im Falle von Freisprüchen geschaffen werden. Der rumänische Philosoph Andrej Cornea sprach daraufhin von einer „Revolte der Gauner und Diebe“, die rumänische Publizistin Ioana Ene Dogioiu von einem „totalen Krieg gegen die Justiz“.
Am 12. Juni 2015 verfehlte ein von der oppositionellen Nationalen Liberalen Partei (PNL) in beide Häuser des rumänischen Parlaments eingebrachtes Misstrauensvotum gegen Ponta mit 194 Stimmen die erforderliche Mehrheit von 278 Stimmen.
Am 12. Juli 2015 trat Ponta im Zusammenhang mit den gegen ihn laufenden Antikorruptionsermittlungen von seinem Amt als Parteivorsitzender der PSD zurück. Tags darauf stellte die Staatsanwaltschaft Pontas Vermögen teilweise unter Zwangsverwaltung und führt ihn seitdem nicht mehr als Zeugen, sondern als Beschuldigten. Seinen Rücktritt als Premierminister schloss Ponta jedoch weiterhin aus, obwohl er im Januar 2015 angekündigt hatte, im Falle einer Anklage zurückzutreten. Die Staatsanwaltschaft beschlagnahmte am 19. August 2015 eine der Wohnungen Pontas wegen des Verdachts der Beihilfe zur Steuerhinterziehung mit einem Schaden für den Staat in Höhe von 51.321 Lei (ca. 11.600 Euro, Stand August 2015). Ponta wies die Vorwürfe zurück und warf der Staatsanwaltschaft vor, die öffentliche Meinung zu manipulieren und Informationen zurückzuhalten. Am 17. September 2015 gab die zuständige Staatsanwaltschaft in Bukarest bekannt, dass die Voruntersuchungen ergeben hätten, dass es zur Anklageerhebung wegen Korruption kommen werde. Ponta ist damit der erste amtierende rumänische Regierungschef, der sich während seiner Amtszeit vor Gericht verteidigen muss.
Ein erneut von der Opposition gegen Ponta eingebrachtes Misstrauensvotum scheiterte am 29. September 2015 im Parlament. 207 Abgeordnete stimmten für Pontas Absetzung, 198 Abgeordnete enthielten sich und acht stimmten dagegen. Damit verfehlte der Antrag das notwendige Stimmenquorum von 275 Stimmen. Vor der Abstimmung hatten Tausende Demonstranten vor dem Parlamentsgebäude den Rücktritt des Ministerpräsidenten gefordert.

### Rücktritt vom Ministerpräsidentenamt
Am 4. November 2015 erklärte Ponta sowohl seinen Rücktritt von den Regierungsämtern als auch den seines gesamten Kabinetts. Dem vorausgegangen waren tagelange Proteste und Demonstrationen mit über 20.000 Teilnehmern in Bukarest, die sich gegen den Ministerpräsidenten, den Innenminister Gabriel Oprea und den Stadtteilbürgermeister Cristian Popescu Piedone gerichtet hatten. Einige der Demonstranten trugen Nationalflaggen mit Löchern, das Symbol der Rumänischen Revolution von 1989.
Auslöser der Protestwelle war der verheerende Brand in einem Bukarester Nachtclub am 31. Oktober 2015, der über 60 Todesopfer gefordert hatte. Die hohe Opferzahl kam nach Aussagen von Präsident Klaus Johannis zustande, weil einfachste Sicherheitsvorschriften ignoriert worden seien. Nach Ansicht der Demonstranten hatte der Nachtclubbesitzer seine Betriebsgenehmigung durch Schmiergelder erkauft und dies sei symptomatisch für die Korruption in Rumänien. Als Interims-Regierungschef wurde der bisherige Bildungsminister Sorin Cîmpeanu benannt.

### Pro România
2017 wurde Ponta aus der PSD ausgeschlossen. Er hatte behauptet, der Parteivorsitzende Liviu Dragnea belüge und manipuliere die PSD-Mitglieder, um seine eigenen Interessen zu schützen. Im September 2017 gründete er mit weiteren ausgeschlossenen oder ausgeschiedenen Mitgliedern der PSD und der ALDE, darunter der ehemalige Landwirtschafts- und Bildungsminister Daniel Constantin und der ehemalige Bildungsminister Sorin Cîmpeanu, die Partei Pro România. Ponta ist Vorsitzender der Partei.

### Freispruch
Das Oberste Gericht sprach Ponta am 10. Mai 2018 in dem 17 Anklagepunkte umfassenden Korruptionsverfahren frei, in dem es unter anderem um Fälschungen, Steuerbetrug und Geldwäsche in seiner Zeit als Anwalt in den Jahren 2007 bis 2011 ging.

## Privates
Ponta, der albanische und italienische Wurzeln hat, ist in zweiter Ehe mit der EU-Abgeordneten Daciana Octavia Sârbu, einer Tochter des früheren Landwirtschaftsministers und Offiziers der Geheimpolizei Securitate, Ilie Sârbu, verheiratet und hat mit ihr eine Tochter. Aus seiner ersten Ehe hat Ponta einen Sohn.